# 高山短翅莺
高山短翅莺（学名：Locustella mandelli），又称赤褐蝗莺，是雀形目蝗莺科的一种鸟类。
本种原名Bradypterus mandelli (W.E.Brooks, 1875)，后移入蝗莺属。2022年，为了与其新的分类地位相符，“中国鸟类名录”10.0版将高山短翅莺的中文名修改为高山短翅蝗莺。

## 特征
高山短翅莺体重约11.3克，翼长约50毫米，嘴峰长约13毫米，喙宽度约2.8毫米，喙厚度约3毫米，跗蹠长约17.8毫米，尾长约55毫米。高山短翅莺是部分迁徙的鸟类，其栖息在半开放的灌木丛中，食性为肉食性，主要食物来源是陆生无脊椎动物。

## 亚种
- 高山短翅莺指名亚种（学名：L. m. mandelli）：分布于印度东北部、不丹、缅甸北部和西部、中国西部和南部、泰国北部、老挝北部和越南北部。[5]
- 高山短翅莺东南亚种（学名：Bradypterus seebohmi melanorhyncha）。分布于中国东部；越冬于中国东南部。该亚种的模式产地在福建。[6]